# 구마노촌 (히로시마현)
구마노촌(일본어: 熊野村)은 일본 히로시마현 누마쿠마군에 있던 촌이다. 현재의 후쿠야마시의 일부에 해당한다.